# Jonslund
Jonslund är en tätort i Essunga kommun i Västra Götalands län. 
Orten har skola, förskola och badhus. 
I takt med att samhället växte byggdes Jonslunds skola 1965.
Hembygdsstugan har hundraåriga anor. Den flyttades från Essunga från mitten av 1800-talet och var huvudbyggnad på den plats där nuvarande skola byggdes.

Ostlagret i Jonslund var en av bygdens främsta exporter men byggnaden brann 2003 och efter det har verksamheten ej återinförts.

## Befolkningsutveckling
| Befolkningsutvecklingen i Jonslund 1970–2020 | Befolkningsutvecklingen i Jonslund 1970–2020 | Befolkningsutvecklingen i Jonslund 1970–2020 | Befolkningsutvecklingen i Jonslund 1970–2020 | Befolkningsutvecklingen i Jonslund 1970–2020 |
| -------------------------------------------- | -------------------------------------------- | -------------------------------------------- | -------------------------------------------- | -------------------------------------------- |
|                                              |                                              |                                              |                                              |                                              |
| År                                           |                                              |                                              | Folkmängd                                    | Areal (ha)                                   |
| 1970                                         | 1970                                         |                                              | 224                                          |                                              |
| 1975                                         | 1975                                         |                                              | 268                                          |                                              |
| 1980                                         | 1980                                         |                                              | 394                                          |                                              |
| 1990                                         | 1990                                         |                                              | 363                                          | 56                                           |
| 1995                                         | 1995                                         |                                              | 365                                          | 56                                           |
| 2000                                         | 2000                                         |                                              | 330                                          | 56                                           |
| 2005                                         | 2005                                         |                                              | 314                                          | 56                                           |
| 2010                                         | 2010                                         |                                              | 293                                          | 57                                           |
| 2015                                         | 2015                                         |                                              | 304                                          | 75                                           |
| 2020                                         | 2020                                         |                                              | 309                                          | 76                                           |
| Anm.: Ny tätort 1970                         |                                              |                                              |                                              |                                              |